# 牙髓

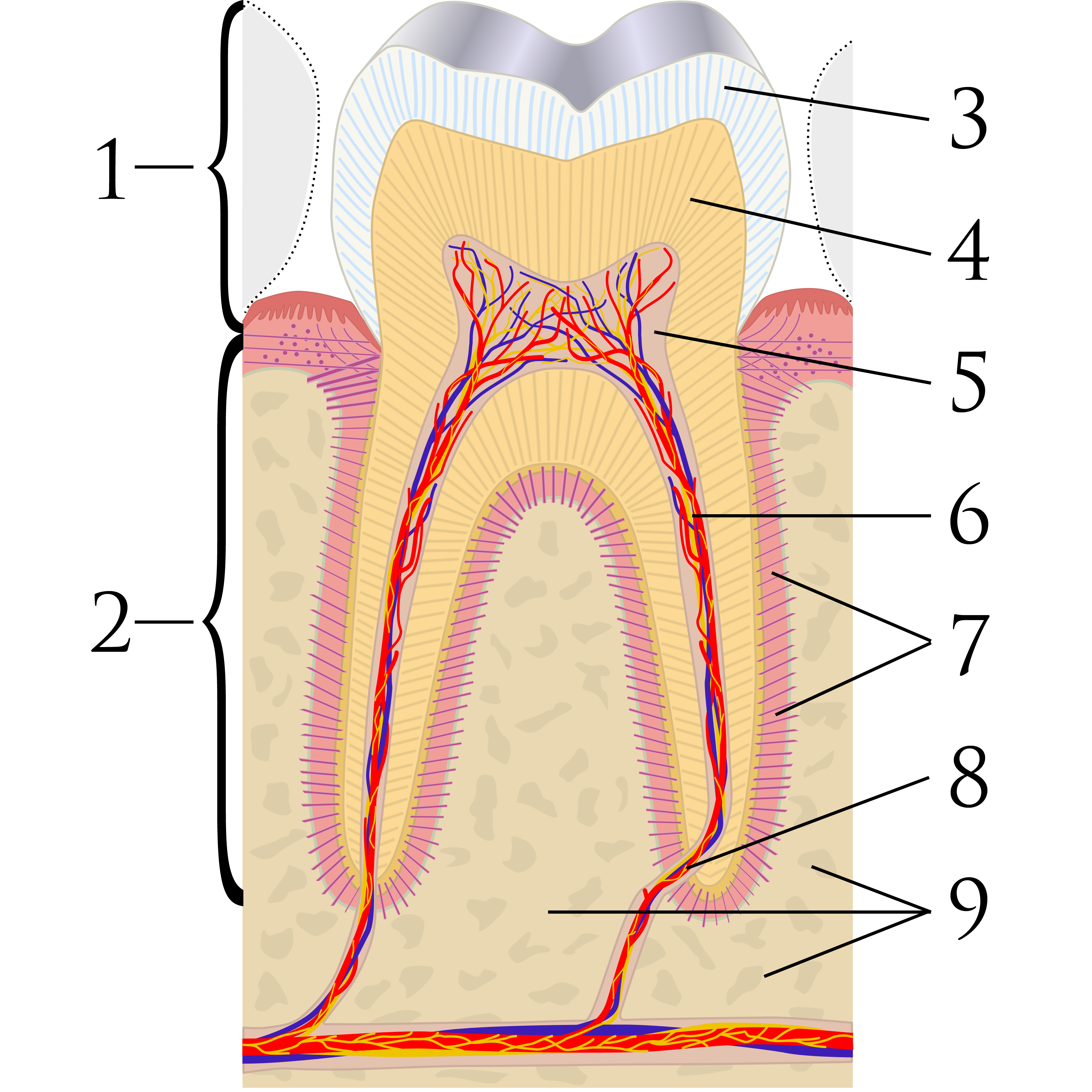
①牙冠
②牙根
③牙釉质
④牙本质
⑤牙髓腔
⑥牙根管
⑦牙周膜
⑧根尖孔
⑨牙槽骨

牙髓或牙本質複合系統，是单个牙齿内部的软组织，包括神经、动脉、静脉和淋巴管。
位于牙釉质以下的牙本质内部，主要位于牙髓腔内，向下通过一根或多根根管与牙槽骨内的组织相连。

## 組織結構
可分為牙髓週邊區(peripheral pulp zone)與牙髓中心區(central pulp zone)。
牙髓週邊區由外至內分別為前牙本質(predentin)、造牙本質細胞區(odontoblastic zone)、無細胞區(cell-free zone)與多細胞區(cell-rich zone)。

### 造牙本質細胞區(odontoblastic zone)
此層含有造牙本質細胞odontoblast，合成並分泌纖維蛋白collagen、醣蛋白glycoprotein、鈣鹽，分泌的纖維蛋白又以第一型為最多，其次為第五型。此層極易受外界刺激。

### 無細胞區(cell-free zone)
又稱為zone of weil，富含微血管、小神經纖維、von korff's fiber及A-delta神經纖維

### 多細胞區(cell-rich zone)
含有一些未分化細胞，可分化成造牙本質細胞、免疫細胞等等，且富含纖維母細胞fibroblast，纖維母細胞在整個牙髓中皆可發現，是牙髓中最多的細胞，可以產生纖維蛋白collagen和基質ground substance，分泌的纖維蛋白又以第一型為最多，其次為第三型。

## 牙髓中心區

### 細胞部分
含有未分化細胞、纖維母細胞、免疫細胞

### 細胞外部份
1. 纖維：牙髓主要成分為蛋白纖維collagen fibers，以第一型為最多。來源有二:造牙本質細胞與纖維母細胞
2. 基質: 基本組成物質為蛋白醣proteoglycans和醣蛋白glycoprotein。
3. 血管系統：血管主要分布於無細胞區，且在牙髓角pulp horn的血流量最多。在牙髓中心區則有動脈靜脈經過

## 根管鈣化
根管鈣化是指包覆牙髓腔的牙本質受外力刺激後增生，好發於施作根管治療後的牙齒，為腔室受刺激後（如：藥劑、細菌）所產生的反應。當牙本質增生形成根管鈣化，根管的管路會變得狹窄，若有施作二次根管需求的患者，在打開牙齒表層填封後，器械可能無法深入，甚至斷裂。若管路過於狹窄，可能須使用顯微鏡，施作顯微根管才有辦法找得到根管路徑，深入患部。

## 延伸閲讀
- Yu C, Abbott PV. . Australian Dental Journal. March 2007, 52 (1 Suppl): S4–16. PMID 17546858. doi:10.1111/j.1834-7819.2007.tb00525.x.
- American Academy of Pediatric Dentistry.  (PDF). Pediatr Dent. 2009, 31 (6): 179–86  [2020-05-06]. （原始内容存档 (PDF)于2018-08-26）.